# Стовјенћино
Стовјећино (пољ. Stowięcino) је мало село које се налази на 41,5 km од Слупска (Северна Пољска). Налази се у војводству Поморје у Слупском повјату. Припада општини Гловчжице. По попису из 2006. године има 416 становника. Од 1975. до 1998. године Стовјећино је било у административној надлежности Слупског Војводства. 
Ово село је најпознатије као место у коме се родио Анджеј Лепер, лидер странке Самоодбрана Републике Пољске и потпредседник Владе Републике Пољске.
Буквално сви становници Стовјећина су били радници државне фарме (Państwowe Gospodarstwo Rolne) која је затворена и тренутно су незапослени, али је Лепер најавио да ће убрзо сви бити поново запослени.
- Регистарске таблице - GSL
- Поштански код - 76-223
- Позивни број - 59
- Географска ширина - 54° 33' С
- Географска дужина - 17° 29' И